# Стойко, Степан Михайлович
Степан Михайлович Стойко (14 марта 1920, с. Кричово (ныне Тячевского района Закарпатской области — 22 октября 2020) — советский и украинский учёный, доктор биологических наук, профессор, главный научный сотрудник Института экологии Карпат НАН Украины, лауреат Государственной премии Украины в области науки и техники (2005). Академик Лесоводческой академии наук Украины (ЛАНУ).

## Биография
Степан Стойко родился 14 марта 1920 г. в семье священника в с. Кричово, ныне Тячевского района Закарпатской области Украины.
В 1938 году окончил в Хусте классическую гимназию и его назначили на должность учителя в горном селе Новоселица. Уже в гимназии чешский профессор Антонин Ширмер привил ему любовь к природе, которая сопровождала его всю жизнь.
После окончания Второй мировой войны в 1945. Степана Стойко назначили референтом отдела социального обеспечения в Народной Раде Закарпатской Украины в Ужгороде, откуда он получил направление на учёбу во Львов.
В течение 1945—1949 годов Степан Стойко учился на лесохозяйственном факультете Львовского сельскохозяйственного института, получил квалификацию «Инженер лесного хозяйства». После окончания учебного заведения молодого специалиста направили на работу в Ужгородский лесхоз, где он два года работал инженером лесного хозяйства и лесничим.
В 1951 году состоялась судьбоносная в научном аспекте для Степана Стойко встреча с академиком Петром Погребняком, который приехал на Закарпатье в научную экспедицию, и молодому специалисту поручили сопровождать его по заповедным местам. Академик Погребняк, который тогда возглавлял Институт леса АН УССР, предложил молодому специалисту поступить в аспирантуру института. Под его руководством С. Стойко в 1955 г. защитил диссертацию, а в 1969 г. — докторская диссертации о дубовых лесах Карпатской горной системы.
В течение 1955—1966 гг. Стойко работал доцентом на кафедре ботаники и дендрологии Львовского лесотехнического института, читал курс «Ботаника». В 1962 году ему присвоено звание доцента кафедры ботаники и дендрологии Львовского лесотехнического института. В 1966—1970 годах был на должности старшего научного сотрудника во Львовском отделении Института ботаники имени Н. Г. Холодного АН УССР, а в течение следующих 4 лет заведовал отделом охраны природных экосистем в Государственном природоведческом музее АН УССР.
В 1970 году получил научную степень доктора биологических наук по специальности — «ботаника» в Институте ботаники АН УССР (Киев). В 1980 году решением ВАК ему было присвоено ученое звание профессора.
В 1974—2000 годах был заведующим отделом охраны природных экосистем в Институт экологии Карпат НАН Украины, а с этого времени работает главным научным сотрудником Института экологии Карпат НАН Украины. По совместительству с 1972 по 2000 год работал на географическом факультете Львовского национального университета имени Ивана Франко на кафедрах физической географии, рационального использования природных ресурсов и охраны природы. Читал курс «Охрана природы» и спецкурс «Охрана природы в зарубежных странах». Под его руководством защищено 12 кандидатских диссертаций.
По приглашению зарубежных учебных заведений выступал с лекциями в Агрономическом университете имени Менделя (Брно, Чехия), Университете имени Этвеша (Будапешт, Венгрия), в Кельнском университете (Кёльн, Германия).
Профессор Стойко является членом редколлегий ряда профессиональных журналов («Научный вестник НЛТУ Украины», «Научные труды Лесоводческой академии наук Украины»).
Степан Стойко — один из инициаторов издания «Зелёной книги Украины» (1987), в которой обосновал синфитосозологический индекс оценки раритетных фитоценозов и описал более 40 редких лесных синтаксонив.
Длительный период он возглавлял Президиум Львовской областной организации Украинского общества охраны природы (УООП) и Научный совет Львовского дома учёных. Также был членом Совета Украинского ботанического общества и заместителем председателя Совета по проблемам биосферы Западного научного центра.
Профессор Стойко владел чешским, словацким, венгерским, польским и русским языками.

## Научная деятельность
Научная деятельность профессора связана с лесной геоботаникой, экологией и заповедным делом Карпат, Расточье и Западного Подолья, где исследовал реликтовые локалитеты сосны, дуба скального, липы широколистой, тиса ягодного, можжевельника казацкого, которые сохранились с раннего и среднего голоценов и имеют значение для выяснения многовековой истории развития лесов. С помощью фитоценохорологических и геоботанических методов исследовал высотную дифференциацию растительного покрова в Украинских Карпатах, где выделил 10 высотных растительных поясов и определил два варианта поясности — на юго-западном и северо-восточном макросклонах. Результаты многолетних исследований обобщены в монографии «Дубовые леса Украинских Карпат: экологическая характеристика, воспроизводство, охрана» (2009).
Профессор Стойко — автор 10 научных и научно-популярных монографий и 400-х научных трудов. Научное наследие учёного многогранно и охватывает различные области естественных наук. Подавляющее большинство работ посвящена карпатскому региона. Весомый вклад сделан в историю науки — это исследование наследия выдающихся советских и зарубежных ученых — В. И. Вернадского, П. С. Погребняка, А. Златника.
Опубликовал самостоятельно и в соавторстве более двадцати научных монографий, научно-популярные книги, учебники, свыше 400 научных трудов. Среди них такие: «Заповедники и памятники природы Украинских Карпат»(Львов, 1966), «Карпаты глазами любознательных» (Львов, 1976), «Карпатам зеленеть вечно» (Ужгород, 1977), «Охрана природы Украинских Карпат и прилегающих территорий» (1980), «Флора и растительность Карпатского заповедника» (Киев, 1982), «Жизнь и творчество В. И. Вернадского на Украине» (Киев, 1984), «Заповедные экосистемы Карпат»(1991), «Основы социоэкологии» (Киев, 1995), "Т"he Еast Carpathian biosphere reserves" (Биосферный резерват «Восточные Карпаты»)" (1999), «Система охраны природы в верховье бассейна Днестра» (Львов, 2004), «Раритетный фитогенофонд западных регионов Украины (Созологическая оценка и научные основы охраны)» (Львов, 2004), «Ужанский национальный природный парк. Полифункциональное значение» (Львов, 2007), «Заповедные территории Львовщины» (Львов.2008),

## Признание

### Награды
- 2005 — диплом лауреата Государственной премии Украины в области науки и техники за цикл научных трудов коллектива авторов «„Разработка научных основ и практических рекомендаций сохранения биоразнообразия в контексте устойчивого развития Украины“».
- 2020 — Орден князя Ярослава Мудрого V степени[6].

### Почётные звания
- 1994 — за исследования лесных экосистем Карпат и научные труды в области охраны природы Ученый совет Зволенского технического университета присудила Степану Михайловичу звание «doctor honoris causa».

### Медали
- 1991 — золотая медаль Министерства охраны среды и водных ресурсов Польши.
- 1995 — золотая медаль имени Петера И. Ленне Фундации имени И. В. Гёте.
- 2002 — серебряная медаль Зволенского технического университета.